# Sam Shepherd
Pour les articles homonymes, voir Shepherd.
Sam Shepherd, né le 21 avril 1953, à La Grange, en Caroline du Nord, est un joueur américain naturalisé vénézuélien de basket-ball. Il évolue au poste de meneur.

## Palmarès
- Finaliste du championnat des Amériques 1992